# Banyuwangi
Banyuwangi este un oraș din Indonezia.